# Eupen
Eupen (Ripuarisch: Ööpe; Frans, verouderd: Néau; Waals: Neyåw) is een stad en faciliteitengemeente in Oost-België, in het oosten van de provincie Luik (arrondissement Verviers), nabij de Duitse grens. De stad telt ruim 20.000 inwoners. Het is een Duitstalige stad en is de hoofdstad van de Duitstalige Gemeenschap in België.
Eupen bestaat uit een boven- en een benedenstad. De benedenstad ligt aan de Vesder. Het station Eupen ligt in de bovenstad en is het eindpunt van een intercityverbinding met Oostende, via onder meer Brussel.

## Kernen

### Deelgemeenten
| # | Naam     | Opp. (km²) | Inwoners (2020) | Inwoners per km² | NIS-code |
| - | -------- | ---------- | --------------- | ---------------- | -------- |
| 1 | Eupen    | 82,82      | 15.570          | 188              | 63023A   |
| 2 | Kettenis | 13,17      | 4.180           | 317              | 63023B   |

### Overige kernen
Stockem en Nispert

### Nabijgelegen kernen
Welkenraedt, Herbesthal, Baelen, Membach, Roetgen, Mützenich, Baraque Michel

## Geschiedenis
Eupen werd voor het eerst schriftelijk vermeld in 1014 in de Annales Rodenses. Het behoorde toen tot de parochie Baelen. Het behoorde tot het hertogdom Limburg en werd in 1178 door hertog Hendrik III van Limburg aan de Abdij Rolduc (Kloosterrade) geschonken. Sedert de 13e eeuw vormde Eupen, samen met het tegenwoordige stadsdeel Stockem, een heerlijkheid. Het Hertogdom Limburg kwam in 1288 aan Brabant, wat in 1387 Bourgondisch werd. Bij de strijd tegen Gelre werd Eupen in brand gestoken door de Geldersen. In 1544 verkreeg Eupen het recht om jaarlijks twee jaarmarkten te houden, en het werd een plaats waar onder meer lakense stoffen en spijkers werden verhandeld.
In 1565 deed de reformatie haar intrede in Eupen. In 1582 kreeg Eupen met de troebelen van de Tachtigjarige Oorlog te maken: Het werd voor de helft door brand verwoest door toedoen van Hollandse troepen. In 1634 heerste er een pestepidemie. In 1672 werden aan Eupen stadsrechten verleend. In 1680 verkreeg Eupen nog uitgebreider rechten en werd ook een lakenmanufactuur opgericht. Daarna brak een bloeitijd voor deze nijverheid aan en vond het grootste deel van de bevolking hierin een bestaan.
Van 1707 tot 1714 was Eupen onderdeel van de Republiek der Nederlanden om bij de Vrede van Utrecht weer aan de Oostenrijkse Nederlanden te worden toegewezen. Vervolgens kreeg de stad nog een aantal rechten betreffende de vrije invoer van voor de lakenproductie benodigde grondstoffen en, in 1760, ook van koehaar.
Tot de opheffing van het hertogdom Limburg hoorde Eupen tot de Limburgse hoogbank Baelen. Net als de rest van het hertogdom werd Eupen bij de annexatie van de Zuidelijke Nederlanden door de Franse Republiek in 1795 opgenomen in het toen gevormde departement Ourthe. In 1815 werd Eupen tijdens het Weens Congres aan het koninkrijk Pruisen toegevoegd. In 1821 kwam het tot een weversoproer, daar er een crisis was uitgebroken die velen tot armoe dreef.
Na de Eerste Wereldoorlog kwam Eupen in 1919 door het Verdrag van Versailles aan België, tot 1925 nog als generaal-gouvernement Eupen-Malmedy. Aan het begin van de Tweede Wereldoorlog, op 18 mei 1940, werd het gebied opnieuw bij Duitsland ingelijfd. In september 1944 werd het gebied door het Amerikaanse leger bevrijd en werd Eupen opnieuw Belgisch.
In 1950 werd de Vesderstuwdam gebouwd, even ten oosten van de stad.
In 1970 werd de Duitstalige Gemeenschap gevestigd waardoor de autonomie van het gebied toenam. In 1977 werd Kettenis bij Eupen gevoegd.
Bij de overstromingen van juli 2021 behoorde Eupen tot de tien meest getroffen gemeenten.

## Bezienswaardigheden
- De stad kent zes kerken:
  - de Sint-Niklaaskerk (1727) in de bovenstad
  - de Onze-Lieve-Vrouw-Onbevlekt-Ontvangenkerk (1771)
  - de Sint-Lambertuskapel (1690)
  - de protestantse Friedenskirche (1850)
  - de Bergkapel (1712) in de benedenstad
  - de Sint-Jozefkerk (1871) in de benedenstad
- Mariafontein
- Tal van geklasseerde woonhuizen, waaronder patriciërshuizen, zoals het Haus Grand Ry.

In het stadsdeel Stockem:
- Kasteel van Stockem
- Sint-Michaëlkapel

In het stadsdeel Nispert:
- Sint-Jans Onthoofdingkapel

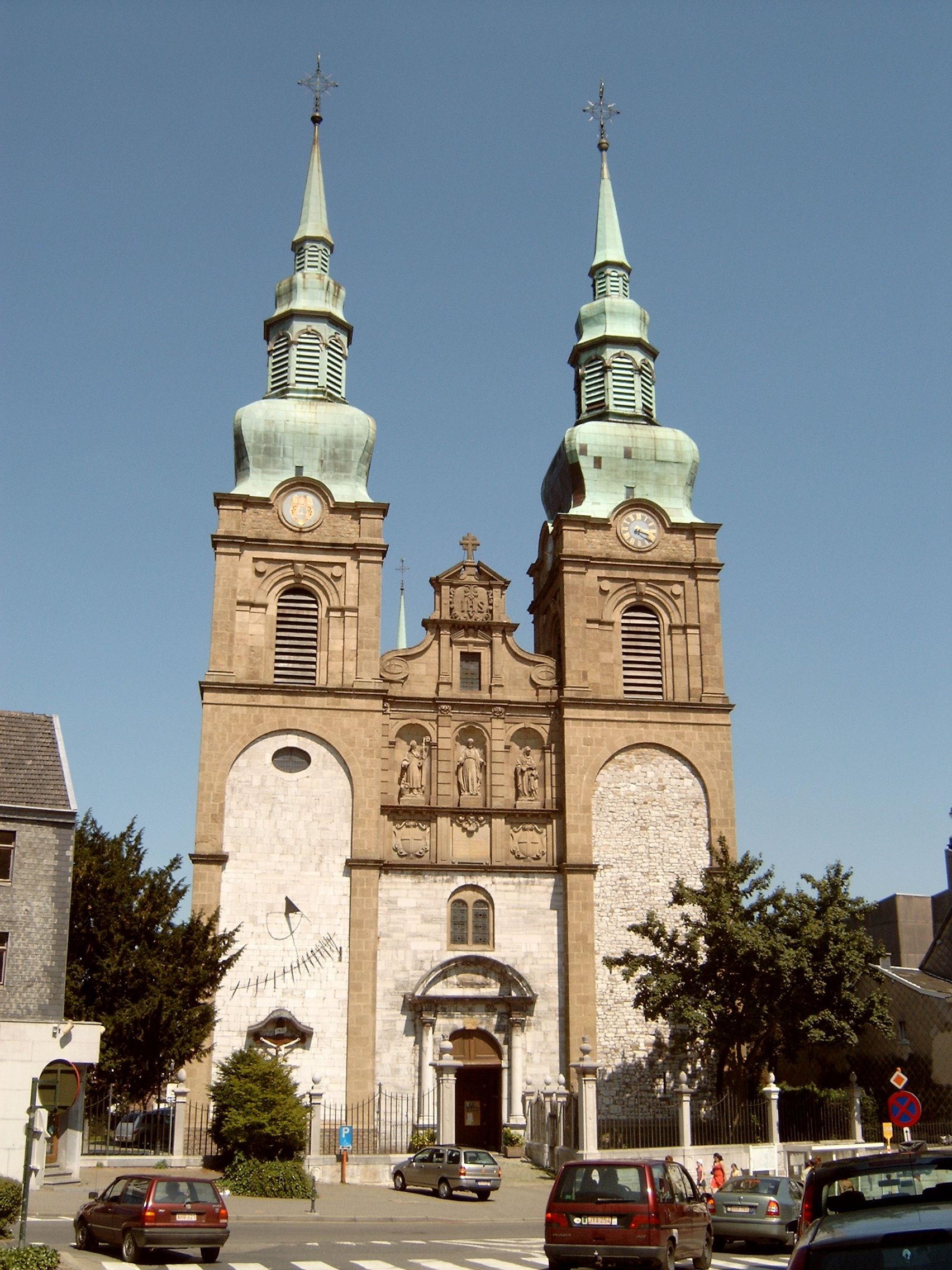
Sint-Niklaaskerk
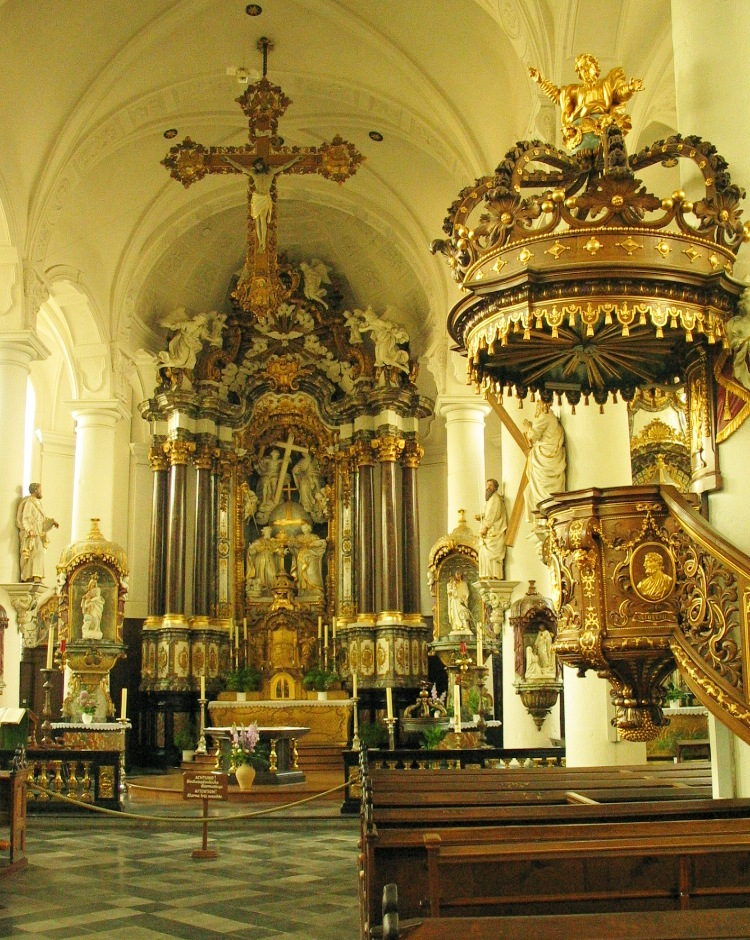
Sint-Niklaaskerk
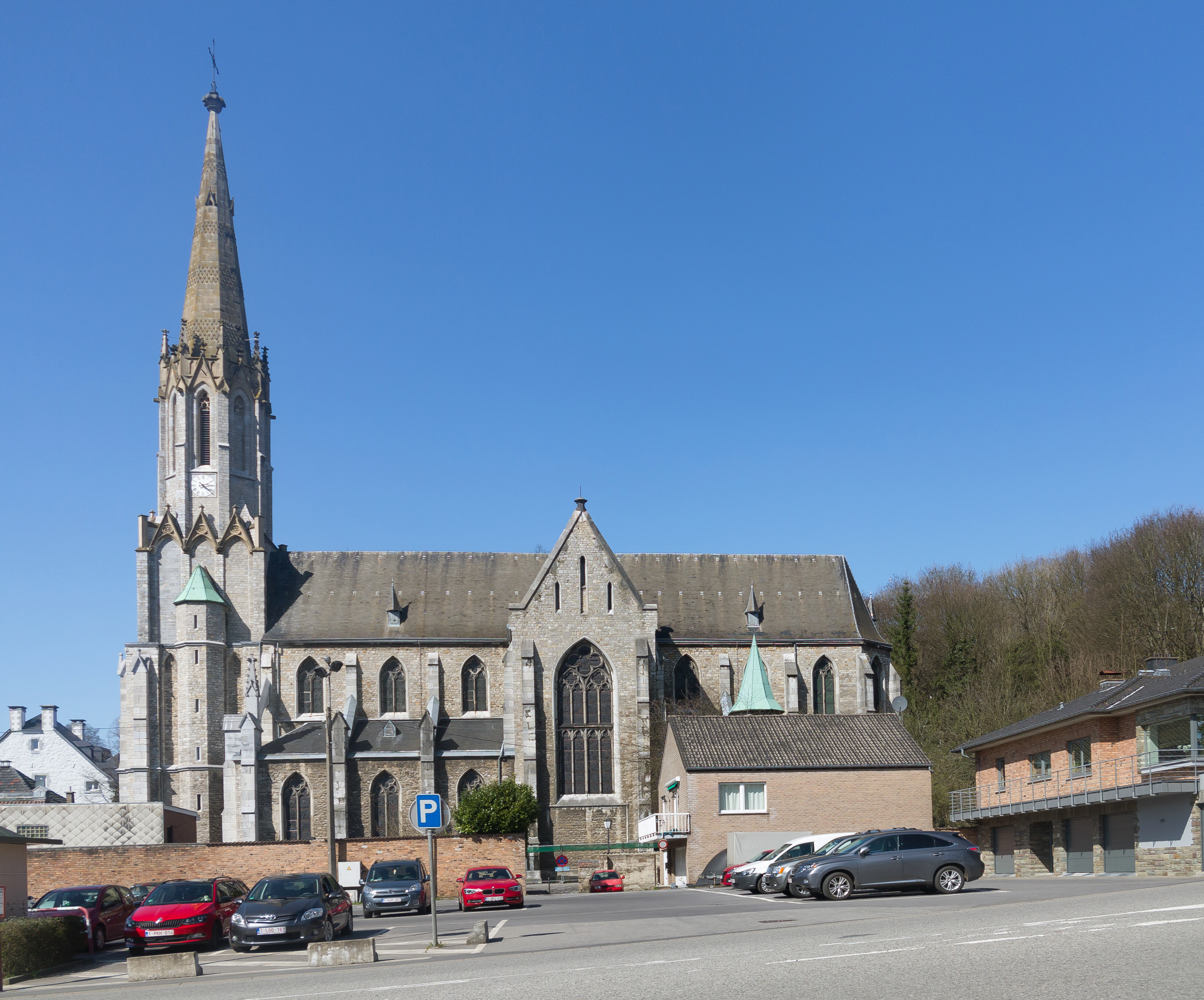
Sint-Jozefkerk
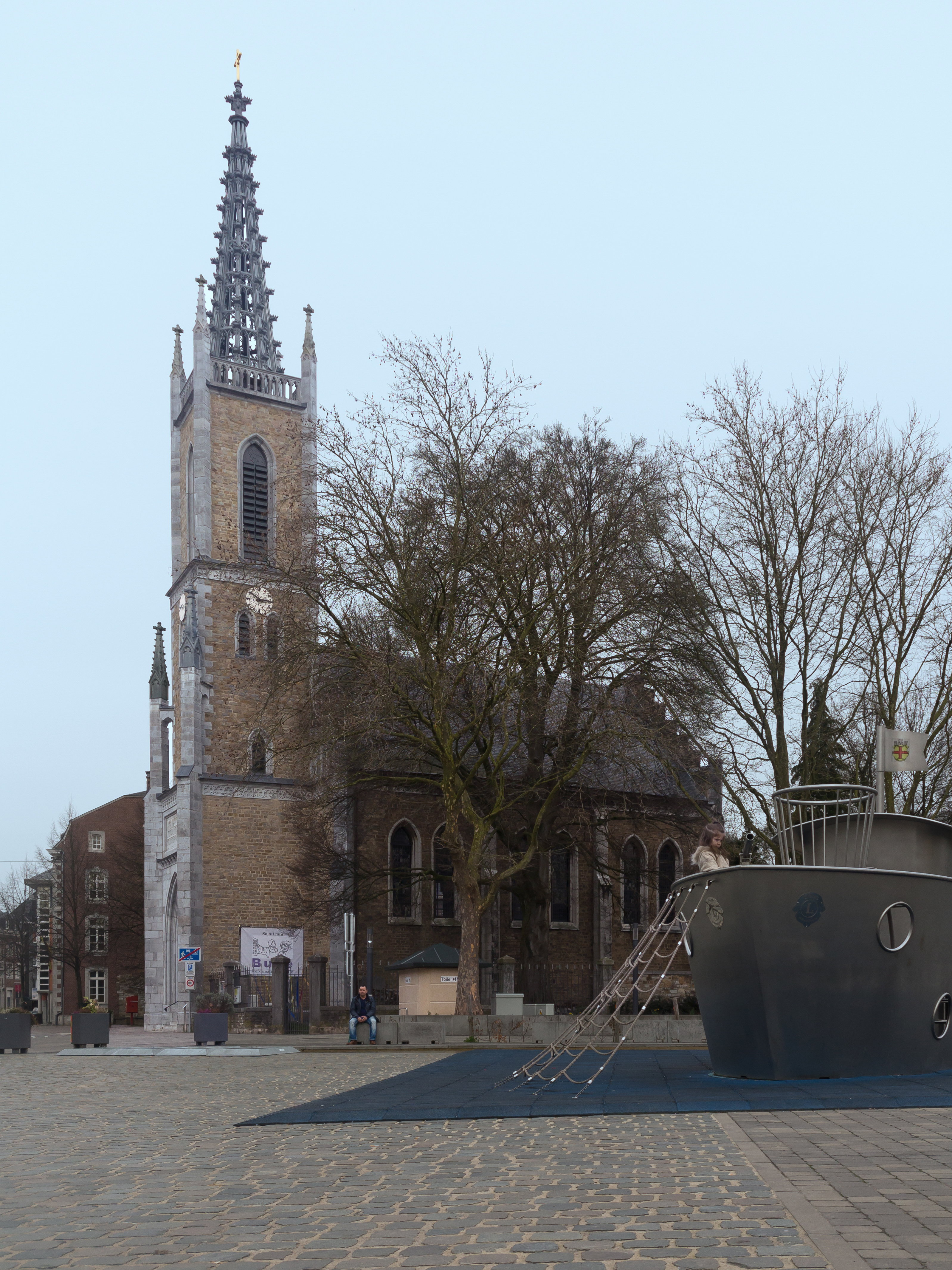
Friedenskirche
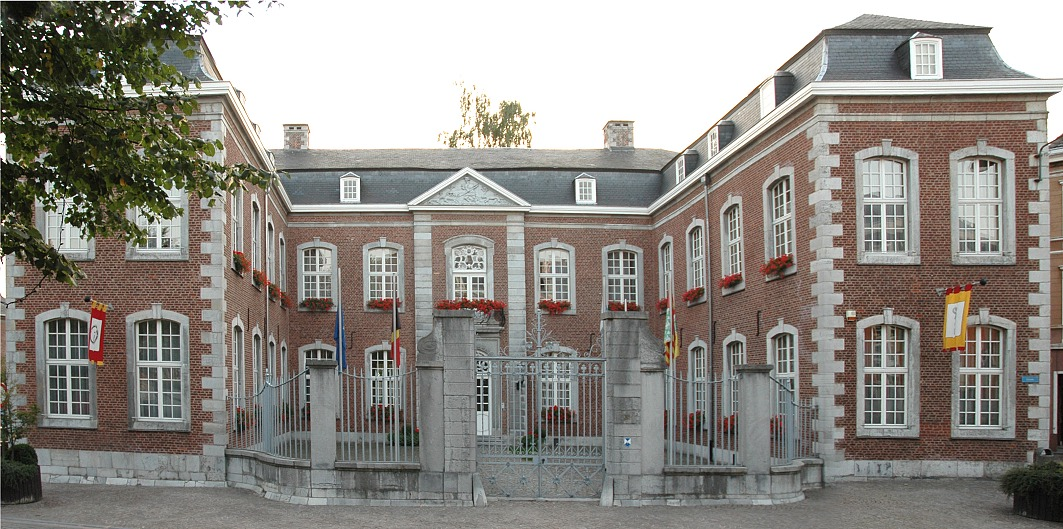
Regeringsgebouw
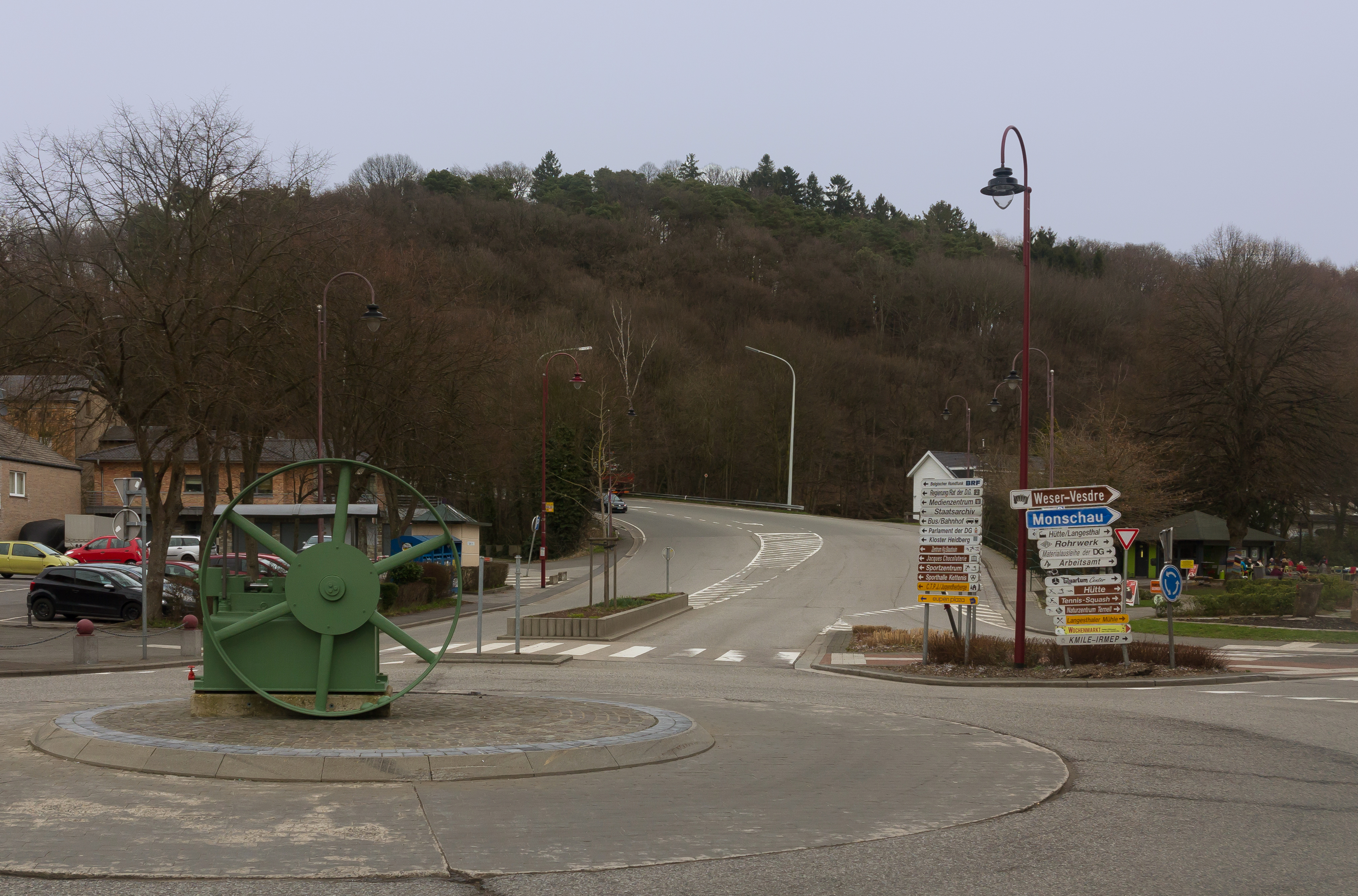
Sculptuur op Platz Malmedyer Straße

## Musea
- Eupener Stadtmuseum aan de Gospertstraße 52
- Museum für Zeitgenössische Kunst-IKOB (Museum voor Hedendaagse Kunst) aan Rothenberg 12B
- Schokoladenmuseum Jacques aan Industriestraße 16.

## Economie
Eupen heeft in het verleden een aanzienlijke lakennijverheid en textielindustrie gekend. Deze is echter goeddeels verdwenen. Een belangrijk bedrijf is Kabelwerk Eupen, een voortzetting van een touwslagerij uit 1747. Begin 20e eeuw ging men over op de productie van elektriciteitskabels. Het bedrijf nam veel gebouwen van de textielfabrieken over, daar deze door de crisis in de textielindustrie vrijwel alle gesloten werden. Later is men ook kunststofpijpen en kunststofschuim gaan vervaardigen.
De Kammgarnwerke was een grote spinnerij, gebouwd van 1906-1908 in Pruisische industriestijl. De gebouwen zijn later in gebruik genomen door het Kabelwerk Eupen.

## Natuur en landschap
Eupen ligt in het dal van de Vesder op het punt waar de Helle in de Vesder uitmondt. De hoogte bedraagt 260 meter. Niet ver van Eupen ligt de Vesderstuwdam van 1950. Onmiddellijk ten zuidoosten van de stad begint het uitgestrekte Hertogenwoud, dat naar het zuiden toe over gaat in de Hoge Venen. Bedrijvigheid vindt men ten noordwesten van Eupen en in het zuidwesten, langs de Vesder.
In het Hertogenwoud bevindt zich het Natuurcentrum Huis Ternell.

## Demografische ontwikkeling

### Demografische ontwikkeling voor de fusie
- Bronnen:NIS, Opm:1930 tot en met 1970=volkstellingen, 1976 inwoneraantal op 31 december

### Demografische ontwikkeling van de fusiegemeente
Alle historische gegevens hebben betrekking op de huidige gemeente, inclusief deelgemeente Kettenis, zoals ontstaan na de fusie van 1 januari 1977.
- Bronnen:NIS, Opm:1930 tot en met 1981=volkstellingen; 1990 en later= inwonertal op 1 januari

| Inwoners van jaar tot jaar op 1 januari 1992 tot heden | Inwoners van jaar tot jaar op 1 januari 1992 tot heden | Inwoners van jaar tot jaar op 1 januari 1992 tot heden |
| jaar                                                   | Aantal                                                 | Evolutie: 1992=index 100                               |
| ------------------------------------------------------ | ------------------------------------------------------ | ------------------------------------------------------ |
| 1992                                                   | 17.293                                                 | 100,0                                                  |
| 1993                                                   | 17.247                                                 | 99,7                                                   |
| 1994                                                   | 17.211                                                 | 99,5                                                   |
| 1995                                                   | 17.215                                                 | 99,5                                                   |
| 1996                                                   | 17.271                                                 | 99,9                                                   |
| 1997                                                   | 17.304                                                 | 100,1                                                  |
| 1998                                                   | 17.346                                                 | 100,3                                                  |
| 1999                                                   | 17.429                                                 | 100,8                                                  |
| 2000                                                   | 17.516                                                 | 101,3                                                  |
| 2001                                                   | 17.551                                                 | 101,5                                                  |
| 2002                                                   | 17.606                                                 | 101,8                                                  |
| 2003                                                   | 17.750                                                 | 102,6                                                  |
| 2004                                                   | 17.788                                                 | 102,9                                                  |
| 2005                                                   | 18.038                                                 | 104,3                                                  |
| 2006                                                   | 18.248                                                 | 105,5                                                  |
| 2007                                                   | 18.313                                                 | 105,9                                                  |
| 2008                                                   | 18.394                                                 | 106,4                                                  |
| 2009                                                   | 18.483                                                 | 106,9                                                  |
| 2010                                                   | 18.717                                                 | 108,2                                                  |
| 2011                                                   | 18.878                                                 | 109,2                                                  |
| 2012                                                   | 18.949                                                 | 109,6                                                  |
| 2013                                                   | 18.892                                                 | 109,2                                                  |
| 2014                                                   | 19.063                                                 | 110,2                                                  |
| 2015                                                   | 19.122                                                 | 110,6                                                  |
| 2016                                                   | 19.338                                                 | 111,8                                                  |
| 2017                                                   | 19.461                                                 | 112,5                                                  |
| 2018                                                   | 19.526                                                 | 112,9                                                  |
| 2019                                                   | 19.677                                                 | 113,8                                                  |
| 2020                                                   | 19.762                                                 | 114,3                                                  |
| 2021                                                   | 19.900                                                 | 115,1                                                  |
| 2022                                                   | 19.874                                                 | 114,9                                                  |
| 2023                                                   | 20.082                                                 | 116,1                                                  |
| 2024                                                   | 20.093                                                 | 116,2                                                  |
| 2025                                                   | 20.053                                                 | 116,2                                                  |

## Taal

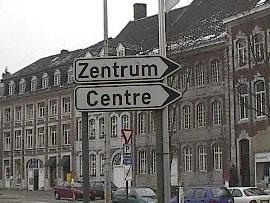
Bewegwijzering in Duits en Frans

90% van de bevolking spreekt Duits, de resterende 10% spreekt Frans en andere talen. Het oorspronkelijke dialect van Eupen is het Platdiets, dat een Limburgs dialect is. De meerderheid van de bevolking is tweetalig (Duits-Frans) of drietalig (Duits-Frans-Engels of andere talen).
Eupen is net zoals alle gemeenten behorend tot de Duitstalige Gemeenschap een faciliteitengemeente waarbij voorzieningen moeten worden gegeven aan de Franstalige minderheid.
In 2005 fuseerden twee pedagogische instituten en een verpleegstersschool tot de huidige Autonome Hochschule Ostbelgien, de enige openbare Duitstalige hogeschool in België. De hogeschool biedt bacheloropleidingen tot kleuteronderwijzer, onderwijzer, verpleegkundige, boekhouder, makelaar in assurantiën en bankbediende.

## Kanton
De volgende gemeenten liggen in het kanton Eupen en vormen samen met Sankt Vith, Amel, Büllingen, Bütgenbach en Burg-Reuland de Duitstalige Gemeenschap van België:
- Eupen
- Lontzen (met Walhorn)
- Kelmis (met Hergenrath en Neu-Moresnet)
- Raeren (met Hauset, Lichtenbusch en Eynatten)

## Politiek
Eupen is de hoofdplaats van de Duitstalige Gemeenschap en de zetel van het parlement (parlementsgebouw), de regering (regeringsgebouw) van deze gemeenschap en het Ministerie van de Duitstalige Gemeenschap.

### Resultaten gemeenteraadsverkiezingen sinds 1976
| Partij               | Partij                    | 10-10-1976 | 10-10-1976 | 10-10-1982 | 10-10-1982 | 9-10-1988 | 9-10-1988 | 9-10-1994 | 9-10-1994 | 8-10-2000 | 8-10-2000 | 8-10-2006 | 8-10-2006 | 14-10-2012 | 14-10-2012 | 14-10-2018 | 14-10-2018 | 13-10-2024 | 13-10-2024 |
| Stemmen / Zetels     | Stemmen / Zetels          | %          | 25         | %          | 25         | %         | 25        | %         | 25        | %         | 25        | %         | 25        | %          | 25         | %          | 25         | %          | 27         |
| -------------------- | ------------------------- | ---------- | ---------- | ---------- | ---------- | --------- | --------- | --------- | --------- | --------- | --------- | --------- | --------- | ---------- | ---------- | ---------- | ---------- | ---------- | ---------- |
|                      | ECOLO                     | -          |            | 5,35       | 0          | 8,26      | 1         | 14,13     | 3         | 12,11     | 3         | 14,15     | 3         | 26,02      | 7          | 25,89      | 7          | 23,76      | 7          |
|                      | SP-PS1 / SP2 / SPplus3    | 9,681      | 2          | 9,681      | 2          | 11,131    | 2         | 11,132    | 2         | 9,012     | 1         | 10,023    | 2         | 13,983     | 3          | 13,573     | 3          | 9,653      | 2          |
|                      | PFF-PRL1 / PFF2 / PFF-MR3 | 21,151     | 5          | 30,231     | 8          | 29,071    | 9         | 28,311    | 8         | 21,862    | 6         | 21,493    | 6         | 26,753     | 7          | 22,543     | 6          | 16,083     | 4          |
|                      | CSP-PSC2 / CSP2           | 25,291     | 6          | 27,431     | 8          | 28,551    | 8         | 29,262    | 8         | 34,42     | 10        | 39,152    | 12        | 29,62      | 8          | 34,712     | 9          | 34,742     | 10         |
|                      | OBL                       | -          |            | -          |            | -         |           | -         |           | -         |           | -         |           | -          |            | -          |            | 15,61      | 4          |
|                      | VIVANT                    | -          |            | -          |            | -         |           | -         |           | 9,41      | 2         | 7,89      | 1         | -          |            | -          |            | -          |            |
|                      | PDB                       | -          |            | -          |            | 15,31     | 4         | 17,18     | 4         | 13,21     | 3         | 7,28      | 1         | -          |            | -          |            | -          |            |
|                      | SI                        | 43,89      | 12         | 27,31      | 7          | 5,79      | 1         | -         |           | -         |           | -         |           | -          |            | -          |            | -          |            |
| Anderen(*)           | Anderen(*)                | -          |            | -          |            | 1,89      | 0         | -         |           | -         |           | -         |           | 3,65       | 0          | 3,26       | 0          | -          |            |
| Totaal stemmen       | Totaal stemmen            | 11409      | 11409      | 11110      | 11110      | 11361     | 11361     | 11131     | 11131     | 11063     | 11063     | 11825     | 11825     | 11538      | 11538      | 11849      | 11849      | 11804      | 11804      |
| Opkomst %            | Opkomst %                 |            |            |            |            | 91,34     | 91,34     | 90,21     | 90,21     | 89,16     | 89,16     | 92,06     | 92,06     | 86,86      | 86,86      | 87,79      | 87,79      | 86,92      | 86,92      |
| Blanco en ongeldig % | Blanco en ongeldig %      | 4,44       | 4,44       | 9,66       | 9,66       | 6,89      | 6,89      | 5,77      | 5,77      | 6,82      | 6,82      | 8,29      | 8,29      | 7,41       | 7,41       | 6,85       | 6,85       | 6,51       | 6,51       |

(*) 1988: SEP (1,89%) / 2012: FLEK (3,65%) / 2018: Liste-WRMA (3,26)
De gevormde meerderheidscoalitie wordt vet aangegeven. De grootste partij is in kleur.

## Sport en spel

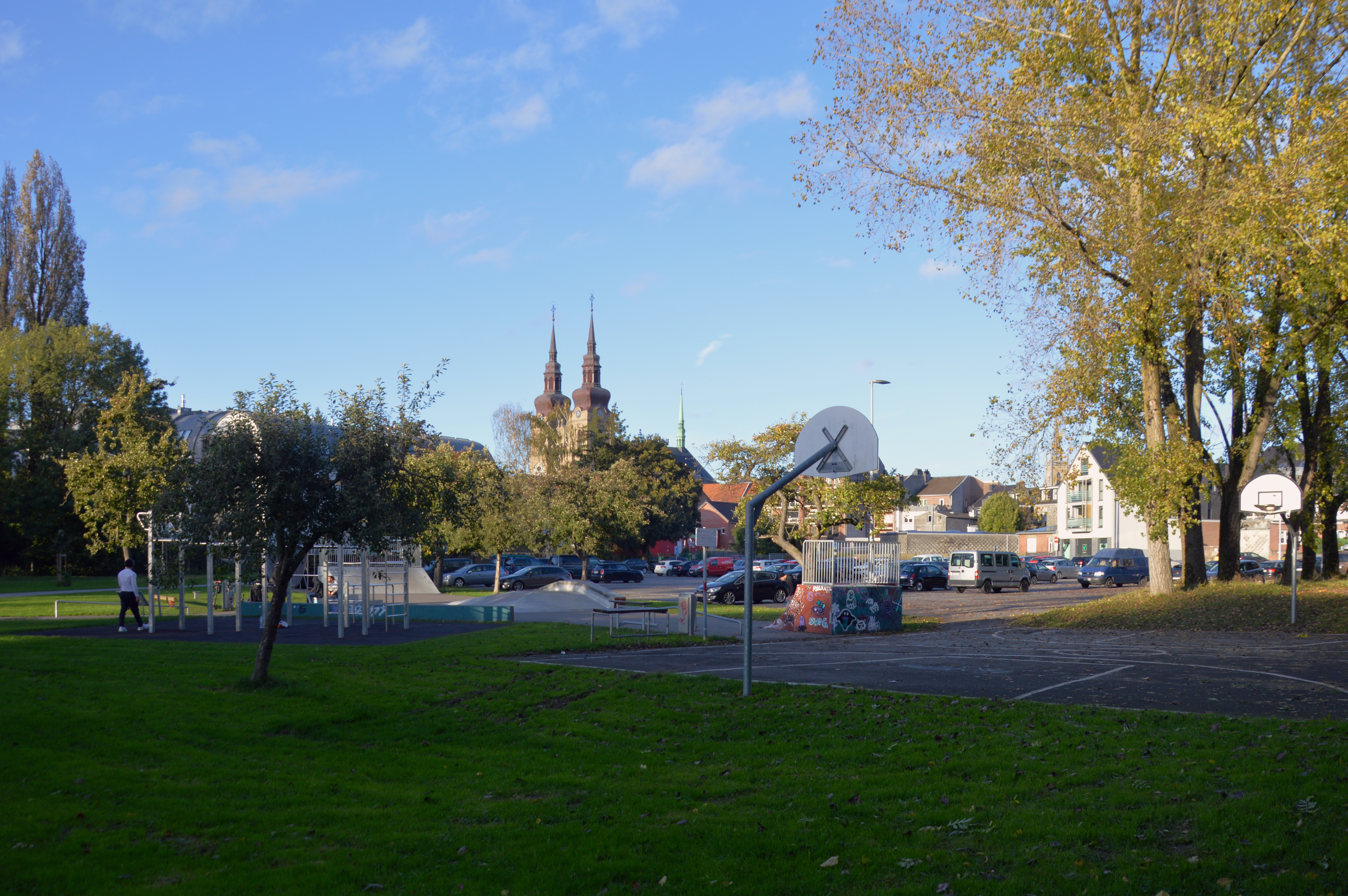
Sportvoorzieningen in het Josephine Koch-park

KAS Eupen promoveerde in het seizoen 2009/10 voor de eerste keer in de clubgeschiedenis naar de Eerste klasse van het Belgisch voetbal. De club speelt zijn thuiswedstrijden in het Kehrwegstadion. Het was de eerste maal dat een Duitstalige club in de hoogste nationale afdeling speelde. Het verblijf in eerste klasse duurde echter maar één seizoen. KAS Eupen promoveerde na het seizoen 2015-2016 naar de hoogste divisie nadat kampioen WS Brussels geen licentie kreeg om uit te komen in de Jupiler Pro League.
MGC Klinkeshöfchen organiseert jaarlijks een Europees toernooi indoor midgetgolf.

## Zustersteden
Eupen is onder meer verbroederd met de Oost-Vlaamse gemeente Temse.

## Nabijgelegen kernen
Kettenis, Welkenraedt, Herbesthal, Baelen, Membach, Roetgen, Mützenich, Baraque Michel